# Хуесу Акаба
Хуесу Акаба (*д/н — 1716) — 4-й ахосу (володар) Дагомеї в 1685—1716 роках. Його символами були кабан і ніж.

## Життєпис
Походив з династії Алладаксону. Старший син ахосу Ахо Хуеґбаджи. Замолоду став відашо (спадкоємцем трону). Після смерті батька 1685 року здобув владу.
Продовжив політику попередника, зміцнюючи владу ахосу над колишніми вождіствами, розбудовуючи армію та палацовий комплекс в Абомеї. Зміцнив владні інституції та розробив церемонію інтронізації ахосу.
Можливо, на початку панування зазнав нападу союзу західних йоруба Наго, які спалили столицю Абомей. Але зрештою Акабі вдалося відбити напад і відновити кордони держави. Також активно розширював кордони Дагомеї, підкоривши землі уздовж річки Зу, в горах на півночі та болота Лама. Але спроби захопити державу Мала Ардра не вдалися, оскільки тому надали допомогу держави Віда і Ойо. Крім того, 1690 року позбавився васальної залежності з боку Португалії.
1715 року почав військову кампанію з метою підкорення племен у долині річки Веме. За різними версіями загинув 1716 (за іншими відомостями 1708 року) у бою, помер від віспи чи отруєння. В будь-якому разі його смерть була раптовою, оскільки він не встиг призначити офіційного спадкоємця (відашо). Тому почалася боротьба за трон між його сестрою-близнюком Ханґбе, що поставила на трон Агбо Сассу, та зведеним братом Агаджею.